# Англи

Ангельн у південно-східній частині півострова Ютландія

Англи (лат. Anglii, англ. Angles, нім. Angeln) — германські племена, що населяли південь та центральний схід півострова Ютландія. Були частиною племінного союзу свевів.

## Історія
У V столітті н. е. з невідомих причин (можливо, через зміну клімату, неврожаї) переселилися на Британські острови, де потіснили місцеве кельтське населення. Потім змішалися з іншими германськими племенами саксів і фризів, які також переселилися туди з Ютландського півострова та нижньої течії Ельби. Мали власні державні утворення — королівства.
В епоху експансії вікінгів та заселення ними північного сходу Великої Британії («Данське право» — англ. Danelaw) були трохи потіснені в центр та на південь острова.
Пізніше, разом із саксами, фризами та данськими вікінгами утворили етнічну основу англійської нації.

## Етимологія
Назва пов'язана із назвою місцевості Ангельн у Шлезвіг-Гольштейні, одній із північних земель Німеччини. Від імені англів і саксів походить термін англосакси.

## Джерелознавство
У письмових джерелах вперше згадуються Тацитом.